# فالنتين بارتيكا
فالنتين بارتيكا (29 أبريل 1952 – 28 أكتوبر 2009) هو سبّاح من الاتحاد السوفيتي راحل، مثّل بلاده في الألعاب الأولمبية الصيفية 1972.

## روابط خارجية
فالنتين بارتيكا على موقع أوليمبيديا (الإنجليزية)